# Storia di Apollonio re di Tiro
(Storia di Apollonio re di Tiro, 1)
La Storia di Apollonio re di Tiro (Historia Apollonii regis Tyri) è un'opera della letteratura latina di autore ignoto, composta ipoteticamente tra la fine del II e l’inizio del III secolo. Il testo si compone di 51 capitoli. Dei tre romanzi latini giunti fino a noi – gli altri sono il Satyricon di Petronio (frammentario) e le Metamorfosi di Apuleio – è il più tardo e l’unico di cui non si possa identificare l’autore.

## Trama
Il re di Antiochia Antioco si innamora della figlia, macchiandosi di incesto e tenendola con sé attraverso un crudele stratagemma: tutti i pretendenti che chiedono la mano della fanciulla dovranno risolvere un indovinello e saranno decapitati se risponderanno erroneamente. Apollonio, cittadino tirio di nobili origini, giunge al suo cospetto e risponde correttamente al quesito, incentrato sul comportamento incestuoso del sovrano. Antioco, stupito, afferma che la risposta è errata ma concede comunque al giovane trenta giorni di tempo per ripensarci; poco dopo invia sulle tracce del giovane il servo Taliarco, allo scopo di assassinarlo. Apollonio, avvisato del pericolo in cui incorre da un conoscente di nome Ellenico, decide di fuggire, recandosi con tutte le proprie ricchezze a Tarso. La città è in preda ad una grave carestia e Apollonio conquista il favore dei cittadini donando loro del grano; gli abitanti arrivano ad erigergli una statua per ringraziarlo. Apollonio prende la via del mare per recarsi nella pentapoli cirenaica, ma un’improvvisa tempesta determina la distruzione della sua flotta e la morte di tutto l’equipaggio: solo il protagonista, nudo e privo di tutto, arriva con fatica alla spiaggia di Cirene. Qui viene soccorso da un pescatore che gli dona metà del proprio mantello e gli indica la via per la città. Recatosi alle terme, Apollonio incontra il re Archistrate, che si fa amico e da cui viene invitato a cena. Durante il banchetto, la figlia del re conosce Apollonio e se ne innamora, chiedendo al padre di assumerlo come proprio insegnante, in virtù della sua grande cultura.
Dopo il matrimonio tra i due, Apollonio viene a sapere che Antioco è morto e che a lui spetta in eredità il trono di Antiochia. La moglie, pur essendo incinta, decide di seguirlo nel viaggio in nave. Durante una tempesta, la donna muore di parto sulla nave dando alla luce una bambina. Apollonio è disperato e fa costruire una bara impermeabile affinché la donna sia seppellita e non abbandonata in mare. Poco dopo, si reca a Tarso da Stranguillione e Dionisiade, due amici conosciuti durante il soggiorno precedente, e affida a loro la figlia, che in onore della città si chiamerà Tarsia. Si dirige allora verso l’Egitto, per piangere la morte della moglie e attendere che Tarsia raggiunga l’età da marito: solo allora tornerà a tagliarsi la barba, i capelli e le unghie, che lascia crescere in segno di lutto.
Nel frattempo, la bara della moglie di Apollonio giunge a Efeso, trovata da un medico che scopre grazie ad un proprio allievo che la donna è in un sonno profondo, ma non è morta. Al suo risveglio, la donna decide di diventare sacerdotessa presso il Tempio di Diana.
A Tarso, la bellissima Tarsia scopre all'età di 14 anni di non essere figlia di Stranguillione e Dionisiade, grazie alle rivelazioni in punto di morte della sua nutrice Licoride. La figlia dei suoi genitori adottivi, ritenuta fino ad allora una sorella, era in effetti molto diversa da lei, a causa del suo sgradevole aspetto. Irata per i giudizi negativi della gente del paese nei confronti della figlia, Dionisiade decide che sia giunto il momento di uccidere la figlia di Apollonio: ormai è improbabile che il padre ritorni, e il ricco apparato di gioielli e vestiti di Tarsia potrà essere indossato anche da sua figlia. Di nascosto dal marito, Dionisiade incarica il servo Teofilo di compiere il delitto.
Catturata da Teofilo, Tarsia implora l’aiuto divino, per vedere arrivare una banda di pirati che la rapisce, salvandole la vita. Non vedendola tornare, Stranguillione e Dionisiade credono che Tarsia sia stata veramente uccisa, ma per dimostrarsi innocenti annunciano ai concittadini che la fanciulla è morta di un male improvviso allo stomaco. Nel frattempo Tarsia è condotta a Mitilene dai pirati e viene venduta ad un avaro lenone che la mette al lavoro in un postribolo. Grazie alla propria abilità nel commuovere ed intrattenere le persone, Tarsia riesce a mantenersi vergine, grazie in particolare all’aiuto del principe della città Atenagora.
Nello stesso periodo, Apollonio giunge a Tarso, dove Dionisiade gli annuncia la falsa morte della figlia. Disperato, Apollonio decide di tornare a Cirene, ma una tempesta lo porta a Mitilene, dove si stanno celebrando le feste per Poseidone. Stupitosi dell’eleganza della sua nave, il principe Atenagora sale a bordo e scopre che il padrone è in lutto. Per cercare di risollevarlo, manda a chiamare Tarsia, che propone all’uomo sconosciuto degli indovinelli. Apollonio risponde a tutti i quesiti, ma non vuole uscire dalla stiva della nave. Tarsia cerca di afferrarlo, ma lui la spinge a terra, facendola piangere copiosamente. È a questo punto che avviene il riconoscimento: Tarsia lamenta la propria vita sfortunata e Apollonio si rende conto che si tratta di sua figlia. Gli eventi successivi si susseguono rapidamente: Tarsia sposa Atenagora, che diviene il nuovo re di Antiochia, il lenone è condannato al rogo, le prostitute del postribolo sono liberate. Apollonio fa rotta per Tarso, ma in sogno vede un angelo che gli chiede di dirigersi ad Efeso. Qui scopre che la moglie è ancora viva ed ha il ruolo di prima sacerdotessa: dopo l'iniziale incredulità, può riabbracciarla e mostrarle il frutto del loro amore. Tutta la famiglia si reca allora a Tarso, dove Stranguillione e Dionisiade sono condannati alla lapidazione. Apollonio e la moglie tornano a Cirene, dove sono accolti dall’anziano Archistrate. Apollonio incontra il pescatore che gli aveva donato metà del mantello e lo riempie di ricchezze e lo nomina conte; la stessa cosa avviene per Ellenico. La moglie partorisce un secondo figlio che ottiene in eredità il regno di Cirene. Apollonio morirà dopo 74 anni di matrimonio.
(Storia di Apollonio re di Tiro, 51)

## Genere letterario
La “narrativa antica in prosa” (definizione oggi preferita a quella anacronistica di “romanzi”) sopravvissuta fino a noi può essere raggruppata a grandi linee in questo modo:
- il «filone serio-idealizzato», prevalentemente di ambito greco (Le avventure di Cherea e Calliroe di Caritone, Racconti efesii su Abrocome e Anzia di Senofonte Efesio, Gli amori pastorali di Dafni e Cloe di Longo Sofista, Leucippe e Clitofonte di Achille Tazio, Etiopiche di Eliodoro), in cui una coppia di giovani amanti deve affrontare una serie di peripezie (viaggi in mare, naufragi, rapimento da parte di bande di pirati ecc.) per poter alla fine coronare il proprio sogno d’amore. Al suo interno si colloca, presumibilmente dalla fine del II secolo, il sottogenere del «romanzo familiare», in cui l’aspetto avventuroso e l’attenzione a personaggi della stessa famiglia hanno la precedenza sul tema amoroso (Le incredibili avventure al di là di Tule di Antonio Diogene e alcuni testi cristiani come le Omelie Pseudoclementine e la Leggenda di Sant’Eustachio);
- il «filone comico-licenzioso», di ambientazione realistica e con narrazione in prima persona, di ambito prevalentemente latino (Satyricon di Petronio e Metamorfosi di Apuleio) ma con probabili modelli greci oggi scomparsi (come le Fabule milesie di Aristide, tradotte in latino da Sisenna);
- non si tratta di romanzi di invenzione, ma rientrano nel genere narrativo le «biografie romanzate» in cui aneddoti e dettagli sono spesso inventati (Ciropedia di Senofonte, Romanzo di Esopo e la Vita di Apollonio di Tiana di Filostrato).

La Storia di Apollonio, idealmente collocabile nel contesto dei romanzi familiari (per le peripezie che coinvolgono i protagonisti, la mancanza di una storia d’amore centrale nel racconto e l’attenzione rivolta alla famiglia del principe, a partire dalla figlia Tarsia), ha tuttavia dei caratteri peculiari, quali l’esaltazione dei valori della misericordia, della fides e della pudicitia, l’evoluzione psicologica dei personaggi, l’associazione tra origini nobili e conoscenza, al punto che Vannini propone la definizione di «romanzo di virtù morali». La focalizzazione sulle virtù morali e familiari e il ridimensionamento degli spunti erotici sono legati al mutamento di esigenze tipico dell’età tardo-antica, in corrispondenza con la diffusione del cristianesimo.

## Forma
La Storia di Apollonio è un testo in prosa con alcuni inserti in poesia: alcune citazioni, la descrizione della tempesta nel capitolo 11, la descrizione delle sofferenze di Tarsia nel capitolo 41 e gli indovinelli rivolti dalla fanciulla al padre nei capitoli 42 e 43. È noto che la commistione tra poesia e prosa è tipica di alcuni romanzi antichi, in particolare nel Satyricon; tuttavia la recente scoperta di frammenti di opere greche in precedenza ignote, come lo Iolao e il Tinufi, ha permesso di comprendere che la prosimetria – pur con grandi variazioni tra un’opera e l’altra – è una caratteristica propria dell’intero genere romanzesco.

## Datazione
La Storia di Apollonio ha avuto una grande fortuna nell'antichità ed è stata senza dubbio oggetto di riscritture. Per questo si rende necessario distinguere il testo nella forma che è giunta fino a noi e la versione originale, ormai perduta.

### L’originale
Nel testo a noi pervenuto compaiono riferimenti ad un’epoca compresa tra la fine del II e l’inizio del III secolo. Non è certo che si tratti di informazioni attendibili – l’opera ha un andamento fiabesco ed è ambientata in un passato idealizzato e mitico – ma almeno in un caso ci troviamo di fronte ad un dettaglio molto preciso. Nell'opera, infatti, si impiega la moneta d’oro nota come aureo, che fu sostituita dal solido sotto il regno di Diocleziano (fine del III secolo). In particolare, al capitolo 34 Atenagora dona a Tarsia 40 aurei, definendoli una cifra superiore alla mezza libbra d'oro richiesta dal lenone per la sua verginità. Poco dopo, un amico di Atenagora lo accusa di avarizia e dona alla fanciulla 1 libbra d’oro. Se ne deduce che 40 monete d’oro sono più di mezza libbra e meno di una libbra, il che ci porterebbe all’inizio del III secolo, quando un aureo valeva 1/50 di libbra. Un dettaglio così preciso sarebbe stato difficile da inventare a distanza di secoli. Altri indizi che rinviano al III secolo sono la costruzione della pira funebre del capitolo 26 (nel corso del III secolo i Romani abbandonarono la cremazione in favore della pratica orientale dell’inumazione) e la scena ambientata nel tempio di Diana a Efeso, distrutto e saccheggiato dagli Ostrogoti nel 262.
Per quanto concerne l’estensione dell’originale, sono in molti a pensare che fosse superiore a quella della versione in nostro possesso: nel romanzo che noi leggiamo non compaiono descrizioni approfondite, né dei luoghi né delle personalità dei protagonisti, e sono del tutto assenti le ekphraseis (tipiche della narrativa antica). Inoltre l’opera contiene alcune incongruenze, a partire dalla mancanza di una risposta chiara all’indovinello di Antioco (capitolo 4) e dall’assenza di spiegazioni del motivo per cui Apollonio eredita il regno di Antiochia dopo la morte del re incestuoso (capitolo 24).

#### La lingua dell'originale
Già l’umanista Markward Welser, editore del testo nel 1595, aveva ipotizzato che la Storia di Apollonio fosse stata scritta originariamente in greco. L’ipotesi, ripresa da vari studiosi tra cui di recente G. A. A. Kortekaas, si fonda su una serie di argomenti:
- spesso le opere narrative latine derivano da originali greci (ad es. le Metamorfosi di Apuleio, ma anche le Fabule milesie di Sisenna);
- l’intreccio richiama quelli tipici dei romanzi greci d’amore;
- l’ambientazione geografica della storia in città di lingua greca;
- la ricorrenza di topoi comuni nella narrativa greca (la bellezza dei protagonisti, l’arrivo dei pirati, la tempesta ecc.);
- sul piano linguistico, la presenza di grecismi e calchi linguistici dal greco.

Contribuirebbero a confermare l’ipotesi di un originale in lingua greca testimonianze esterne al testo:
- un graffito trovato a Pergamo con un testo simile a quello dell’indovinello di Antioco al capitolo 4[6];
- una moneta del 215 rinvenuta a Tarso in cui è raffigurato Caracalla in trionfo per aver salvato la città dalla carestia, in una posa molto simile a quella della statua eretta ad Apollonio (per lo stesso identico motivo!) al capitolo 10;
- un frammento papiraceo di opera in greco rinvenuto a Ossirinco in cui si mostra un personaggio di nome Apollonio che banchetta con i sovrani di Persia.

Va osservato che la maggior parte di questi argomenti sono fragili e facilmente smentibili: gli indizi linguistici, per esempio, potrebbero essere dovuti all’influsso della Vulgata (piena di calchi dal greco) o ad un autore bilingue che non padroneggiava alla perfezione il latino; i topoi letterari individuati sono diffusi in entrambe le letterature classiche, greca e latina.
I sostenitori di un originale in latino si servono dei seguenti argomenti:
- le monete citate (talenti, aurei, sesterzi) sono tipicamente latine;
- le iscrizioni dei capitoli 10, 32, 38 e 47, che rispettano il formulario dell’epigrafia latina;
- gli svariati riferimenti al concetto di pietas, tipicamente latino, così come erano culturalmente romane la salutatio matutina del capitolo 7 e la partecipazione delle donne ai banchetti (capitoli 15, 16 e 17);
- le svariate citazioni o allusioni a testi latini (Eneide di Virgilio, Metamorfosi di Ovidio, Apuleio ecc.).

Vannini afferma che “se davvero è esistito un originale greco, la sua latinizzazione costituì un vero e proprio rifacimento in cui si adeguarono i dettagli storici, della cultura materiale e i modelli letterari di riferimento, per cui la ricerca di presunte rimanenze di uno stadio precedente in cui il testo era in greco rischia di essere improduttiva se non addirittura fuorviante”.

### La forma attuale
La composizione dell’opera nella sua forma attuale è collocabile tra l’inizio del V secolo e la metà del VI secolo.
Il terminus post quem è individuabile grazie ai seguenti indizi:
- la forma linguistica della recensione A (vedi sotto), ascrivibile al latino tardo (uso di vescor con l’accusativo, misereor con il dativo, eo quod in luogo di quod, ecc.);
- i riferimenti alla religione cristiana e le reminiscenze della Vulgata (in particolare il libro di Tobia, tradotto da san Girolamo entro il 405), dell’inno di sant'Ambrogio Deus creator omnium (385) e della Vita di Martino di Sulpicio Severo (397);
- le irregolarità metriche delle parti in poesia, che testimoniano la perdita della percezione della quantità sillabica, tipica dell’epoca tardo-antica (al punto che nelle lingue romanze la metrica qualitativa della poesia latina è sostituita da una metrica quantitativa).

Il terminus ante quem è invece dovuto alle citazioni che fanno della Storia di Apollonio alcuni versi di Venanzio Fortunato (vescovo di Poitiers, vissuto tra il 530 e il 607) e il glossario di area francese De dubiis nominibus (databile tra la fine del VI e il VII secolo).
Altro elemento che potrebbe contribuire alla datazione è la presenza, ai capitoli 42 e 43, di alcuni indovinelli (da dieci a tre, a seconda della recensione) che compaiono in forma identica o simile nella raccolta di Aenigmata di Sinfosio, databile tra IV e V secolo. I sostenitori della traduzione da un originale greco ipotizzano che questi indovinelli siano stati inseriti nel testo del romanzo al momento del suo rifacimento in latino.

## La tradizione del testo
L’opera è giunta a noi attraverso numerose fonti manoscritte, le più antiche delle quali sono raggruppabili in due famiglie:
- la «recensione A», caratterizzata da uno stile ridondante e da una forma linguistica tardo-antica (codici principali: A, Vac e P);
- la «recensione B», frutto di una rielaborazione che ha reso la lingua più vicina al latino classico, semplificato i periodi, adottato la tecnica ritmica del cursus, ridotto gli errori ed eliminato i riferimenti più diretti al cristianesimo, aggiungendo in alcuni casi dei raccordi narrativi per risolvere le incongruenze (codici principali: b e β).

Benché il testo di B risulti più scorrevole, la recensione A è quella più antica e dunque più vicina all’originale. Va tuttavia chiarito il rapporto tra le due e tra queste e l’originale. I filologi moderni si sono espressi in questo modo:
- Alexander Riese[8] ha ipotizzato che la recensione B derivi da A; la recensione A, scritta nel VI secolo, sarebbe a sua volta la traduzione di un originale greco.
- Elimar Klebs[9] ritiene che A e B derivino da un testo latino del V secolo, adattamento cristiano di un romanzo pagano in latino del III secolo.
- G. A. A. Kortekaas[10][11] ipotizza invece che B derivi da A, ma che l’autore di B abbia potuto leggere anche il testo da cui deriva A, cioè una epitome greca e cristiana del V secolo, ricavata da un originale greco e pagano del III secolo.
- Giulio Vannini[12] ritiene che la recensione B sia derivata dalla recensione A ma ad uno stadio più antico rispetto a quello testimoniato dai manoscritti superstiti di A.

La recensione B può essere datata ad un'epoca in cui il cursus era ancora in auge, cioè non più tardi dei primi decenni del VII secolo.

### I testimoni principali

#### Recensione A
- A = Pluteo LXVI 40 della Biblioteca Medicea Laurenziana di Firenze. Si tratta del testimone più antico e affidabile, ma mutilo (si conservano i capitoli 1-11, 35-39 e 43-46) composto alla fine del IX secolo a Montecassino. La Historia Apollonii, in scrittura beneventana, compare ai fogli 62r-70v. Poiché altrove nel codice si cita un certo Cellanus, venerandi nominis abbas, Ludwig Traube ha ipotizzato che il codice fosse la copia di un originale proveniente dal monastero di Peronna Scottorum, nella Francia settentrionale, il cui terzo abate, morto nel 706, si chiamava Cellano. I versi che nominano Cellano compaiono anche negli annali del monastero di Saint-Wandrille, che nel 747 ebbe a disposizione una copia del romanzo, il che lascia intendere che questo ipotetico originale sia passato in Normandia, dove avrebbe acquisito la sezione dedicata al romanzo.
- P = seconda sezione del codice composito Paris, Bibliothèque Nationale, lat. 4955 (fogli 9-16), costituito da dodici sezioni risalenti a periodi diversi tra il X e il XIV secolo. La parte in questione contiene gli ultimi sette fogli di un manoscritto italiano della fine del Trecento. La Storia di Apollonio è integra, benché il testo sia scritto di fretta (mancano alcune parole e ci sono molte tachigrafie).
- Vac = gruppo di oltre duecento annotazioni compiute da una mano italiana degli inizi del XII secolo al testo della Storia di Apollonio contenuto nei fogli 167r-184r del codice Vaticano Latino 1984 della Biblioteca Apostolica Vaticana (di per sé appartenente alla «recensione C»).

#### Recensione B
- b = codice Leiden, Universiteitsbibliotheek, Vossiano Latino F 113. Il codice è composito e la Storia di Apollonio, scritta in minuscola carolina, probabilmente a Tours nella seconda metà del IX secolo, compare parzialmente (capitoli da 1 a 36) ai fogli 30v-38v.
- β = codice Oxford, Magdalen College, 50, in scrittura gotica, di probabili origini inglesi e risalente agli inizi del XII secolo. L'Apollonio è integro e compare ai fogli 88r-108r.

## Fortuna dell'opera
La Storia di Apollonio ha avuto una vasta fortuna tra il VI e l'inizio del XVII secolo. Oltre alle prime citazioni del VI secolo in Venanzio Fortunato e in De dubiis nominibus, sappiamo che nel 747 l'abate Wando di Saint-Wandrille portò un manoscritto dell'opera nel suo monastero. Tra l'821 e l'822, Apollonio fa la sua comparsa nella biblioteca di Reichenau e nell'863 una copia è donata dal marchese del Friuli Eberardo alla figlia Ingeltrude. Allo stesso secolo appartengono i manoscritti più antichi giunti fino a noi. Attorno all'XI secolo sono composti i primi rifacimenti, il più antico dei quali sono le anonime Gesta Apollonii, forse di area francese settentrionale, che riassumono i primi 8 capitoli in 792 esametri leonini. All'incirca negli stessi anni l'opera è parzialmente tradotta in antico inglese (con l'eccezione dei capitoli tra 23 e 47) e viene citata nel Chronicon Novalicense; presso l'abbazia di Werden viene inoltre composto un riassunto dell'opera illustrato con alcuni disegni.
In epoca medievale, l'opera raggiunge un vasto pubblico, probabilmente per la presenza di riferimenti al cristianesimo e per l'ambientazione nell'esotica città di Tiro, tornata d'attualità grazie alle Crociate. Tra il 1186 e il 1191 il notaio e cappellano di Corrado III e di Federico Barbarossa, Goffredo da Viterbo, inserì nella sua storia del mondo (il Pantheon) una sezione intitolata Cronica de Apollonio, che proponeva la vicenda in 198 terzine. Risale probabilmente al XII secolo un rifacimento in antico-francese noto come Apollonius de Tyr o Apoloines.
Al XIII secolo risalgono O Antioche, cur decipis me?, un componimento dei Carmina burana che riassume la vicenda di Apollonio e Tarsia in dieci strofe, e la versione castigliana in alessandrini Liber de Apolonio.
Nel XIV secolo furono prodotti numerosi volgarizzamenti, tra cui sei in Francia e l'imponente traduzione-adattamento tedesco Apollonius von Tyrland di Heinrich von Neustadt, che dilatava l'opera in un magniloquente poema di oltre ventimila versi. In area toscana contiamo tre adattamenti, due dei quali attualmente alla Biblioteca Nazionale Centrale di Firenze, intitolati Leggere d'Apolonio di Tiri e Libro d'Apollonio. Il Libro d'Apollonio fu particolarmente apprezzato da Leonardo Salviati e dagli Accademici della Crusca. Alla metà del secolo, la storia di Apollonio fu inserita nelle Gesta Romanorum, raccolta di racconti moraleggianti di grande successo, e all'incirca nello stesso periodo, Antonio Pucci scrisse in ottave i Cantari di Apollonio di Tiro. Alla fine del secolo appartiene la citazione della storia di re Antioco nel Racconto del sergente della legge compreso nei Racconti di Canterbury di Geoffrey Chaucer, probabilmente dovuta alla lettura dell'ultima storia narrata nel poema Confessio amanti di John Gower, composto tra il 1386 e il 1390.
Dalle Gesta Romanorum furono tratti nei secoli successivi l'Apollonius di Heinrich Steinhöwel (1471), un adattamento olandese intitolato Die schoone ende die suverlicke historie van Appollonius van Thyro (1493) e una versione francese (1521).
Con l'invenzione della stampa, aumentarono gli adattamenti e le traduzioni, sia nelle lingue slave (ceco, polacco, russo), sia nuovamente in tedesco (il cosiddetto Leipziger Apollonius) e in francese (ad opera di Gilles Corrozet, nel 1543). Il maestro cantore di Norimberga Hans Sachs, futuro protagonista dell'opera wagneriana, raccontò nella poesia Der könig Apollonius im Bad (1553) le vicende del romanzo ambientate a Cirene. Un adattamento piuttosto libero (con inserti e i nomi dei personaggi cambiati) in lingua spagnola, intitolato El patrañuelo, fu composto nel 1567 da Joan Timoneda. A Londra furono pubblicati tra il 1576 e il 1578 due adattamenti, il primo in inglese (The Pattern of Painful Adventures di Lawrence Twine), il secondo in latino (Britannia, sive de Apollonica humilitatis, virtutis et honoris porta di Jacob von Falckenburg). Allo stesso periodo appartiene l'ennesima versione in francese ad opera di François de Belleforest.
L'ultimo testo a testimoniare la grande fortuna della Storia di Apollonio fu Pericle, principe di Tiro, composto da William Shakespeare sulla base delle opere di John Gower e Lawrence Twine. Da quel momento in poi, la vicenda non riscosse più l'interesse che aveva avuto sin dall'epoca tardoantica, fino a risultare quasi dimenticata.

## Edizioni
- M. Welser, Narratio eorum queae contigerunt Apollonio Tyrio, Augustae Vindelicorum 1595.
- A. J. Lapaume, "Erotica de Apollonio Tyrio fabula", in G. A. Hirschig (ed.), Erotici scriptores, Parisii 1856, pp. 599–628.
- A. Riese, Historia Apollonii regis Tyri, Lipsiae 18711.
- M. Ring, Historia Apollonii regis Tyri e codice Parisino 4955, Posonii-Lipsiae 1887.
- A. Riese, Historia Apollonii regis Tyri, Lipsiae 18932.
- F. Waiblinger, Historia Apollonii regis Tyri. Die Geschichte vom Koenig Apollonius, Muenchen 1978.
- D. Tsitsikli, Historia Apollonii regis Tyri, Koenigstein im Taunus 1981.
- G. A. A. Kortekaas, Historia Apollonii regis Tyri, Groningen 19841.
- G. Schmeling, Historia Apollonii regis Tyri, Leipzig 1988.
- G. A. A. Kortekaas, The story of Apollonius, King of Tyre, Leiden-Boston 20042.
- G. Garbugino, La storia di Apollonio re di Tiro, Alessandria 2010.
- G. Vannini, La storia di Apollonio re di Tiro, Milano 2018.